# Dr. Lisa Cuddy
Dr. Lisa Cuddy is een personage uit de serie House MD, gespeeld door Lisa Edelstein. Ze geeft leiding aan het fictieve ziekenhuis Princeton-Plainsboro Teaching Hospital. Ze is gespecialiseerd in de endocrinologie.

## Biografie
Cuddy werd geboren in een joods gezin. Aangezien ze in haar jeugd al arts wilde worden, ging ze aan de Universiteit van Michigan een studie in de geneeskunde volgen. Tijdens deze studie ontmoette ze Dr. Gregory House voor het eerst. Op 25-jarige leeftijd voltooide ze de studie als op een na beste leerling uit haar klas. Daaropvolgend werd ze op 32-jarige leeftijd de eerste vrouwelijke en op een na jongste decaan in de geneeskunde ooit.
Toen Dr. House jaren later een infarct had aan zijn rechterbeen, werd hij door Cuddy behandeld. House gaf de voorkeur aan een procedure waarbij hij veel post-operatieve pijn zou hebben, maar daarna wel zijn been zou kunnen blijven gebruiken. Terwijl hij kunstmatig in coma werd gehouden vanwege de pijn aan zijn been, gaf zijn toenmalige vriendin, Stacy Warner, toestemming aan Cuddy om een andere procedure uit te voeren, waarbij alleen de getroffen spier uit het been van House werd gehaald. Hierdoor heeft House chronische pijn aan zijn rechterbeen en kan hij een deel van dat been ook niet meer gebruiken.
Als hoofd van het Princeton-Plainsboro wordt Cuddy door House regelmatig in een lastig parket gebracht. Zo moet ze hem er vaak van overtuigen om mensen te helpen in de gratis polikliniek, iets wat hij nutteloos vindt gezien de kleine probleempjes waar veel mensen mee komen. Ook wordt in de aflevering DNR duidelijk dat Cuddy per jaar duizenden dollars opzij moet zetten, voor het geval dat het ziekenhuis aangeklaagd wordt vanwege het botte en soms rigoureuze gedrag van House. Wanneer House vanwege zijn Vicodingebruik aangeklaagd wordt door de detective Michael Tritter, vervalst Cuddy documenten uit het ziekenhuis om hem vrij te pleiten.
Gedurende de serie wordt het duidelijk dat Cuddy meerdere pogingen heeft gedaan om zwanger te worden. Een keer is dit uitgelopen op een miskraam. Ze krijgt van House de benodigde injecties om ivf-bevruchting te ondergaan, en House houdt voor haar geheim dat ze van die behandeling gebruikmaakt. In de aflevering Joy to the World adopteert Cuddy een meisje dat ze Rachel noemt.